# Campos de internamento de Sinquião

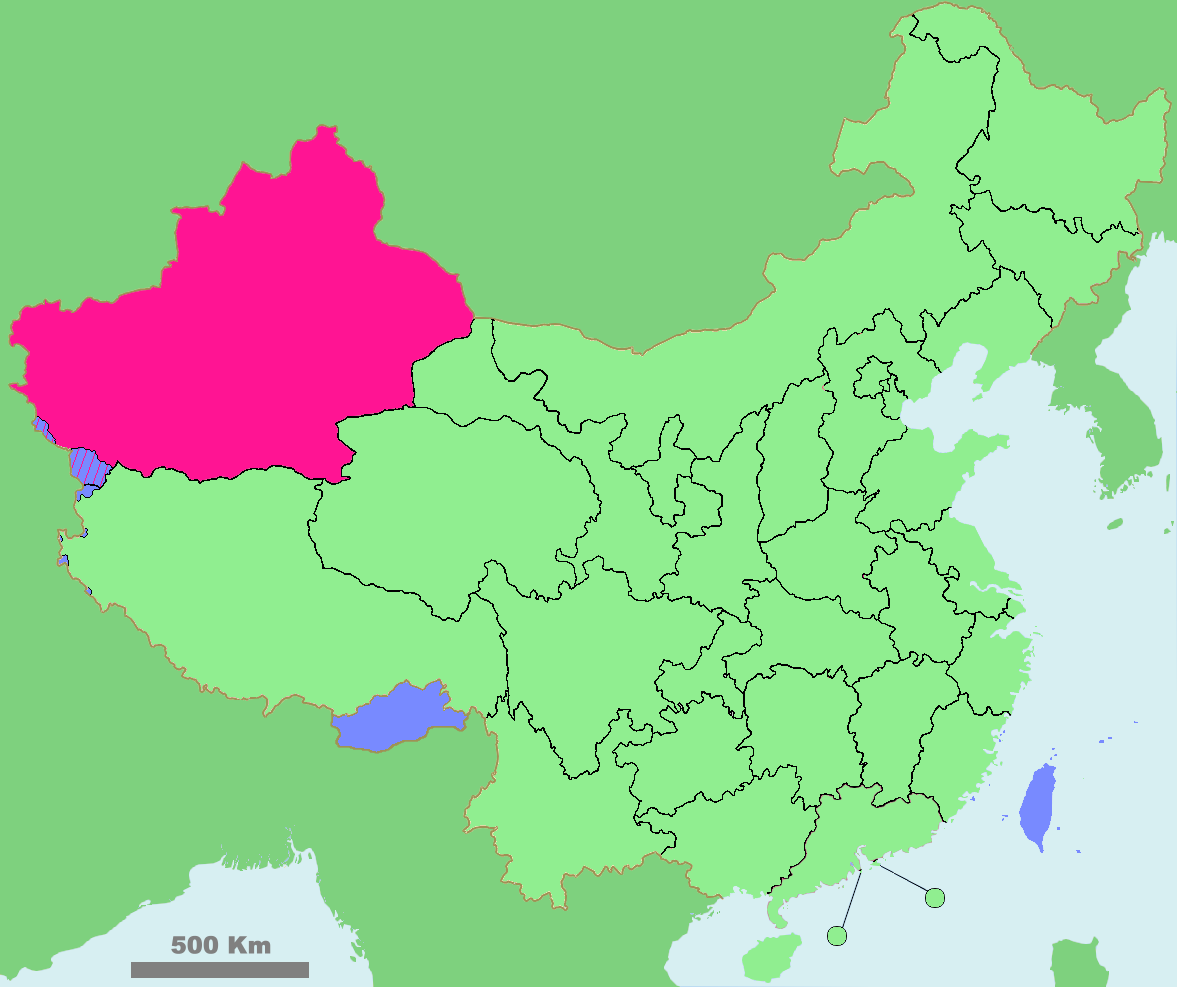
Sinquião (em rosa) da República Popular da China.

Os campos de internamento de Sinquião, ou campos de reeducação de Sinquião (chinês: 新疆再教育营), são campos de internamento governamentais na Região Autônoma Uigur de Sinquião, na República Popular da China. Os campos são estabelecidos e operados pelo governo de Sinquião e pelo braço do Partido Comunista Chinês (PCC) em Sinquião, e são oficialmente chamados de "Centros de Educação e Treinamento Vocacional de Sinquião  (chinês: 新疆职业技能教育培训中心)". Estima-se que as autoridades chinesas podem ter detido até 1,5 milhão de pessoas nos campos, principalmente uigures, mas também incluindo cazaques, quirguizes e outros muçulmanos de etnia turca, cristãos e alguns cidadãos estrangeiros.
A construção dos campos começou em 2014 sob o comando de Xi Jinping, o líder supremo da China, e foram significativamente expandidos desde 2017, depois que Chen Quanguo se tornou o chefe da região de Sinquião. As autoridades chinesas alegaram que o projeto foi lançado para combater o terrorismo e o extremismo nas áreas. Os campos estão sendo operados fora do sistema legal, e muitos uigures foram detidos nos campos sem receber julgamento ou acusações legais. Os campos foram criticados por muitos países e organizações de direitos humanos por abusos dos direitos humanos, maus-tratos, trabalho forçado, estupros e tortura, inclusive com o genocídio uigur. Além disso, houve várias comparações entre os campos de Sinquião e a Revolução Cultural chinesa. No entanto, também existem países que apoiam os acampamentos da China.

## Reações internacionais

### As Nações Unidas

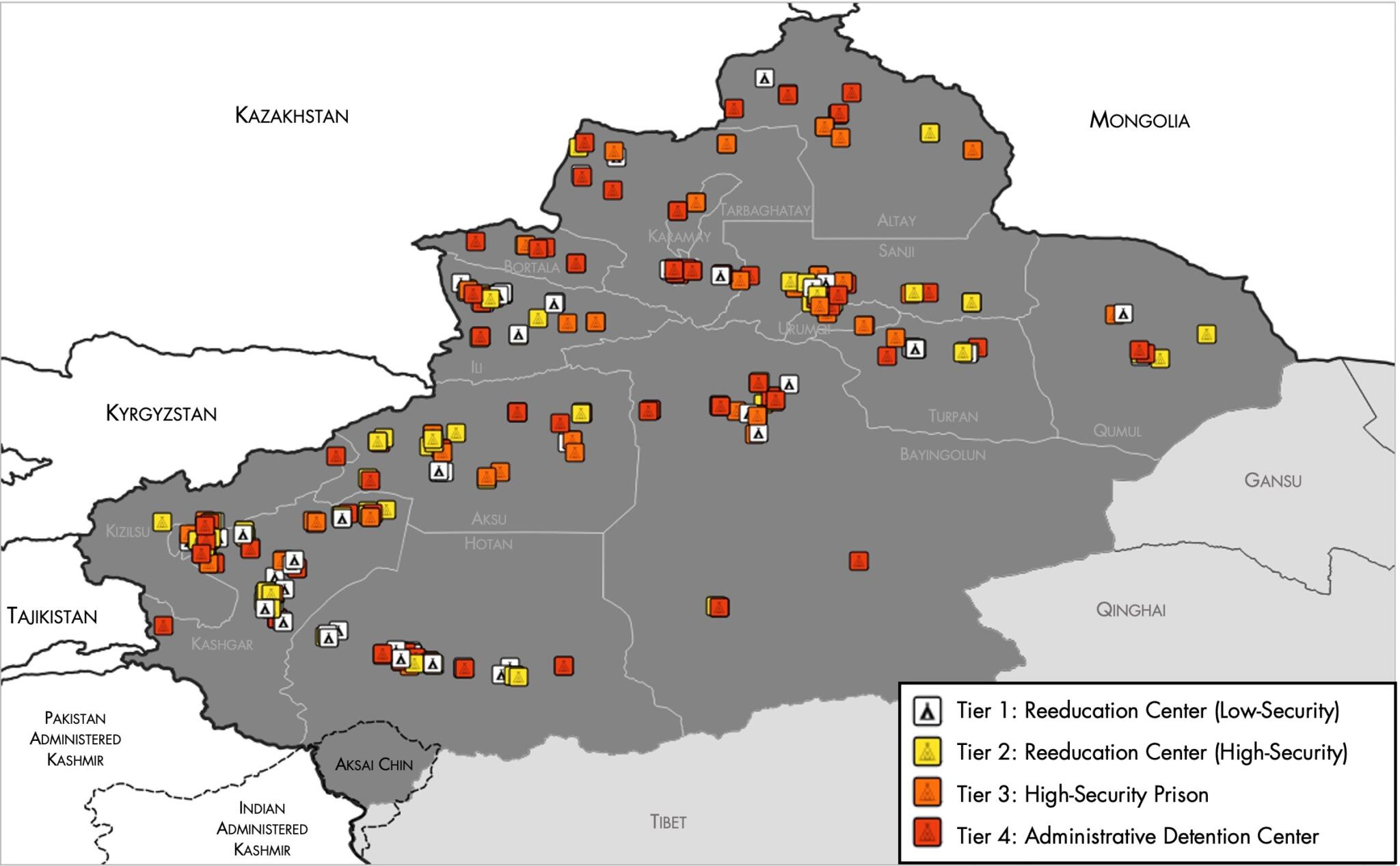
Um mapa dos Campos de internamento de Sinquião (pela Agência Nacional de Informação Geoespacial e Instituto Australiano de Política Estratégica).

- Em 10 de setembro de 2018, a chefe de direitos humanos da ONU, Michelle Bachelet, pediu à China que aliviasse as restrições a ela e à equipe de seu escritório, instando a China a permitir que observadores entrassem em Sinquião e expressando preocupação com a situação lá. Ela disse: "O grupo de direitos da ONU mostrou que uigures e outros muçulmanos estão sendo detidos em campos em Sinquião e espero que as discussões com as autoridades chinesas comecem em breve".[22]
- Em junho de 2020, quase 50 especialistas independentes das Nações Unidas comunicaram repetidamente ao Governo da República Popular da China seu alarme quanto à repressão das liberdades fundamentais na China. Eles também expressaram suas preocupações em relação a uma série de questões de grande preocupação, incluindo a repressão coletiva da população, especialmente das minorias religiosas e étnicas em Sinquião e no Tibete.[23][24]
- Em março de 2021, dezesseis especialistas em direitos humanos da ONU levantaram sérias preocupações sobre a alegada detenção e trabalho forçado de uigures muçulmanos na China, pedindo acesso irrestrito ao país para realizar missões de apuração de fatos e instando empresas globais e nacionais a examinar de perto suas cadeias de abastecimento. Vários especialistas nomeados pelo Conselho de Direitos Humanos da ONU disseram ter recebido informações que conectavam mais de 150 empresas chinesas e estrangeiras domiciliadas a sérias alegações de abusos dos direitos humanos contra trabalhadores uigures.[25][26]

### Países nas Nações Unidas

O número de licitações para compras governamentais relacionadas à "reeducação" na região de Xinjiang desde 2016.

- Em outubro de 2019, vinte e três países, incluindo Estados Unidos, Reino Unido, França, Alemanha, Japão e assim por diante, fizeram uma declaração conjunta às Nações Unidas, instando o governo chinês a "cumprir suas leis nacionais e obrigações e compromissos internacionais de respeito aos direitos humanos, incluindo liberdade de religião ou crença, em Sinquião e em toda a China ", e se abster de" detenção arbitrária de uigures e membros de outras comunidades muçulmanas ".[27]
- Em outubro de 2019, cinquenta e quatro países, incluindo China, Rússia, Egito, Sérvia, Bielorrússia e assim por diante, fizeram uma declaração conjunta às Nações Unidas, apoiando as políticas de Sinquião da China. A declaração falou positivamente dos resultados das medidas de contraterrorismo e desradicalização em Sinquião e afirmou que essas medidas protegeram efetivamente os direitos humanos básicos de pessoas de todos os grupos étnicos.[28]
- Em outubro de 2020, trinta e nove países emitiram uma declaração conjunta às Nações Unidas denunciando as políticas de Sinquião da China, incluindo Estados Unidos, Reino Unido, França, Alemanha, Japão, Itália, Canadá, Austrália, Espanha e assim por diante.[29] Por outro lado, dezesseis países que defenderam a China em 2019 não o fizeram em 2020.[30]

### A União Europeia
- Em 17 de dezembro de 2020, o Parlamento Europeu aprovou uma resolução que condena veementemente a China em relação aos campos de internamento em Sinquião, bem como ao trabalho forçado de minorias étnicas e religiosas.[31]
- Em 22 de março de 2021, a União Europeia, acompanhada pelos Estados Unidos, Reino Unido e Canadá, impôs sanções a quatro altos funcionários chineses e ao "Escritório de Segurança Pública do Corpo de Produção e Construção de Sinquião" por causa dos abusos dos direitos humanos de uigures em Sinquião.[32][33] Esta foi a primeira sanção da UE contra a China desde o Massacre da Praça da Paz Celestial em 1989.[33]